# Tihomir Blaškić
Tihomir Blaškić (* 2. listopadu 1960) je chorvatský generál ve výslužbě a válečný zločinec. Během bosenské války a chorvatsko-bosňácké války sloužil v Chorvatské radě obrany (HVO). Mezinárodní trestní tribunál pro bývalou Jugoslávii (ICTY) ho obvinil z válečných zločinů a v roce 2000 byl odsouzen k 45 letům vězení. V červenci 2004 ICTY na základě odvolání rozhodl, že jeho velitelská odpovědnost za většinu obvinění neexistuje a jeho trest byl snížen na devět let vězení. Následující měsíc byl propuštěn.